# Pourris gâtés
Pour plus de détails, voir Fiche technique et Distribution.
Pourris gâtés est un film français réalisé par Nicolas Cuche, sorti en 2021. Il s'agit d'un remake de Nosotros, los Nobles de Gary Alazraki (es).
Le film suit Francis Bartek, homme richissime  qui n'a jamais vraiment serré la vis à ses enfants. Aujourd'hui trentenaires, ces derniers vivent à ses crochets, ce qui l'exaspère. Sur conseil d'un ami, Francis monte un stratagème pour confronter ses deux fils et sa fille au monde du travail et à la dureté de la vie. Ce qui était un enfer va devenir une expérience enrichissante, pleine de rebondissements.

## Synopsis
Francis Bartek, veuf d’origine polonaise qui a fait fortune dans le BTP à Monaco en partant de rien, a deux fils, Philippe et Alexandre, et une fille, Stella. Les trois enfants, déjà bien adultes, ont tous des défauts. Alexandre n'a cessé d'être renvoyé de tous les établissements fréquentés depuis le secondaire et entretient des relations intimes avec la femme et les deux filles du directeur, ami de son père, de l'école supérieure où il végète. Philippe concocte projet farfelu sur projet farfelu, et va en soirée plutôt que de rendre à son père le moindre service d'ordre professionnel. Enfin, Stella est une peste hautaine, écervelée, dépensière et capricieuse qui veut se marier avec un bel Argentin oisif, Juan Carlos, ce que son père réprouve. Il fait un infarctus lors de la réception d'anniversaire des 24 ans de sa fille, quand il se rend compte que ses enfants sont des moins que rien incapables de travailler.
Du jour au lendemain, les comptes de la famille sont bloqués par la justice pour abus de biens sociaux, détournement de fonds et la police débarque chez eux pour saisir les biens. Le père prend la fuite et emmène ses rejetons près de Marseille, dans la vieille maison de campagne de son enfance, en attendant de pouvoir prouver son innocence. Effarés d’être tombés si bas, sans argent ni nourriture, les enfants sont obligés d'aller chercher du travail. Stella devient serveuse dans un restaurant dans lequel elle comprend les humiliations qu’elle a infligées aux personnes qui travaillaient pour elle quand elle en est elle-même victime en tant qu’employée. Après des débuts difficiles, Philippe devient quant à lui chauffeur de vélo-taxi, se lie d’amitié avec un de ses collègues taxi et se lance avec lui dans le commerce de la chaussure de sport rétro. Pendant ce temps, Alexandre aide son père à repeindre et à remettre la maison en état.
Le fiancé de Stella découvre cette mise en scène en fait inventée par Francis pour éprouver ses enfants "pourris gâtés" et les forcer à se confronter au monde du travail. Il le fait chanter pour se marier en urgence avec Stella et mettre la main sur le magot familial.
Le jour du mariage, Stella apprend que Juan Carlos s'appelle en réalité Kévin Lepoutre et ce dernier lui raconte que sa famille était menacée de mort et a choisi de venir en France et de changer d'identité. Francis et ses deux fils arrivent à temps pour annuler le mariage, puis Francis avoue leur avoir fait croire qu'ils étaient ruinés pour qu'ils apprennent à travailler et être indépendants. Furieux, les trois enfants quittent la salle de mairie et Kévin perd son accent, lui affirmant qu'en ayant perdu Stella, ses frères et elle tourneront le dos à leur père, qui est dévasté face à la réaction de ses enfants.
Quelques mois plus tard, toujours en dépression, Francis reçoit une lettre de ses enfants qui s'avère être un chèque, puis Marguerite, sa gouvernante, l'encourage à renouer les liens avec ses enfants. Ferrucio, son associé, l'escorte jusqu'à sa maison d'enfance où il retrouve ses enfants pour souhaiter un bon anniversaire à Stella en lui déposant un bouquet de fleurs, et avouer regretter son geste envers ses enfants. Alors qu'il s'apprête à rentrer chez lui, Stella le rattrape pour lui pardonner. Ferrucio et Francis décident de rentrer dans la maison et se réconcilient enfin avec Stella, Philippe et Alexandre, en présence de Marguerite et Malek. Au générique de fin, Kévin appelle d'autres personnes en imitant divers accents.

## Fiche technique
- Titre : Pourris gâtés
- Réalisation : Nicolas Cuche
- Scénario : Nicolas Cuche et Laurent Turner
- Musique originale : Alexandre Azaria[1]
- Sociétés de production : Borsalino productions et TF1 WAG PROD ; SOFICA : Palatine Etoile 17, Sofitvciné 7
- Société de distribution : Apollo Films
- Pays de production :  France
- Genre : comédie
- Durée : 95 minutes
- Date de sortie :
  - France : 18 juillet 2021 (Draguignan, Saint-Raphaël, Sainte-Maxime)
  - France : 15 septembre 2021

## Distribution
- Gérard Jugnot : Francis Bartek
- Artus : Philippe Bartek
- Camille Lou : Stella Bartek
- Louka Meliava : Alexandre Bartek
- Tom Leeb : Juan-Carlos/Kévin Lepoutre
- François Morel : Ferrucio
- Colette Kraffe : Marguerite
- Joffrey Verbruggen : Matthias
- Anne Le Forestier : Directrice agence d'interim
- Franck Adrien : Guillaume, le mari trompé
- Jean-Baptiste Sagory : un pote de Philippe
- Ichem Bougheraba : Malek
- Jean-François Malet : le client mécontent
- Stéphane Bern : voix-off au début du film

## Production

### Genèse et développement
Le film est une inspiration émanant du film mexicain Nosotros los Nobles sorti au cinéma en 2013. Celui-là est d'ailleurs lui-même une revisite d'un autre film mexicain de 1949, El gran Calavera (« Le grand noceur »).

### Tournage
Le film a été tourné en partie dans la Principauté de Monaco, dans le documentaire du prologue. Cette partie du tournage fut complexe, car les autorisations de tournage y sont limitées et contraignantes, ce qui oblige à en demander plusieurs. L'essentiel du film fut toutefois tourné en France, à Marseille.

## Accueil

### Critique
En France, le site Allociné donne une moyenne de 2,8/5 après avoir recensé 6 titres de presses.

### Box-office
Pour son premier jour d'exploitation dans les salles françaises, Pourris Gâtés réunit 25 246 spectateurs et spectatrices, dont 12 045 en avant-première, pour 435 copies. Le film est en troisième position du box-office des nouveautés, derrière L'Origine du Monde (27 751).
Lors de ses deux premières semaines d'exploitation, la comédie passe d'une 5e à une 6e place et engrange 250 666 entrées dans les salles obscures. Les deux semaines suivantes, le long-métrage reste à sa 6e place et atteint 395 431 entrées. Après 9 semaines d'exploitations en France, le film engrange au total 442 901 entrées.

## Autour du film

### Diffusion télé
Le film est diffusé à la télévision française pour la première fois le mercredi 3 août 2022 sur Canal +. Sa première diffusion sur une chaine de télévision gratuite TF1 le dimanche 30 juillet 2023 rassemble 5 620 000 de téléspectateurs, un succès d'audiences qui permet à TF1 de décrocher la première place des meilleures audiences d'un film diffusé à la télévision en 2023.

### Exploitation internationale
Le film, au score modeste en France, a joui d'une plus grande renommée à l'international. Après son exploitation cinéma, les droits du film sont rachetés par Netflix pour une diffusion à l'étranger à la fin novembre 2021, sous le titre « Spoiled Brats »,. De là, le film réussit au bout d'une semaine à être regardé plus de 10 millions de fois sur la plateforme, et ce, uniquement pour son premier week-end d'exploitation, et se pose leader des films non-anglophone pour sa première semaine,. D'après les dires de l'acteur Gérard Jugnot, le film a particulièrement bien marché « au Honduras, en Equateur, au Brésil, au Mexique ».

### Clins d'œil
- Artus et Camille Lou se retrouvent après avoir participé à la saison 7 de l'émission Danse avec les stars[10]. Tous les deux ont fini finalistes.